# Al-Mansur Nasir al-Din Muhammad
Al-Mansur Nasir al-Din Muhammad, död tidigast 1216, var en egyptisk regent. Han var sultan av Egypten mellan 1198 och 1200.